# Krasnystaw Wąskotorowy
Krasnystaw Wąskotorowy – zlikwidowana wąskotorowa stacja kolejowa w mieście Krasnystaw, w województwie lubelskim, w Polsce.